# Park Haffmans
Het Park Haffmans of Demerpark is een gemeentelijk park in Bilzen, gelegen langs de Demer in het zuidoosten van de stad. De tuin, tegenwoordig park, is aangelegd in Engelse landschapsstijl. Dit park was oorspronkelijk de tuin van een notarishuis, eigendom van de familie Haffmans. Dit huis, in neorococostijl, is nog steeds particulier bezit.
Waar zich nu het gemeentelijk park uitstrekt lag volgens de Dépotkaart van 1871, buiten de oude stadsomwalling een park in landschappelijke stijl dat door de Demer in een oostelijk en westelijk deel was gescheiden. Een lang pad over de Demer verbond beide delen. Het oostelijke deel lag achter een U-vormig gebouw aan de Brugstraat en is nu de tuin van een herenhuis. Het westelijk deel had een rondweg met een rondpunt, een vijver en een verbinding naar de Tongersestraat. Een deel daarvan werd het huidige Demerpark dat zich meer zuidwaarts ontwikkelde, maar zijn meest westelijke deel verloor door een verkaveling. Ook de Oude Bilsermolen ligt nu aan het park, wat op de kaart nog niet het geval was.
Het Demerpark ligt aan de voet van de Borreberg, de steile helling die ten zuidoosten de stad domineert. De Demer bevloeit het terrein van zuid naar noord en vormt de ruggengraat van de aanleg. Het boogbrugje over de Demer met poorthek naar de tuin van het voormalige notarishuis in de Brugstraat is mogelijk nog van de oudere aanleg over. De twee waterpartijen, één ten noordwesten, het andere ten zuidoosten, hebben allebei een eilandje.
De smalle, in de ruime grasvelden slingerende wandelpaden zijn deels recent verhard met dolomiet en in de verder afgelegen en dichter beboomde zone deels met rode steenslag. Tussen de parkgrens en het grote grasveld loopt een rondpad in een groene gordel met voornamelijk gewone beuk, bruine beuk, es, zomereik en paardenkastanje, uitlopend in tongvorm. De solitairen in het grasveld behoren tot een tweede generatie bomen, en de jongste aanplantingen gebeurden met weinig inzicht of structuur. Toch heeft het park een interessant bomenbestand.
Eveneens merkwaardig is de minstens 55 meter lange loofgang of berceau van nu doorgeschoten haagbeuken. Samen met een geïsoleerde sokkel, vermoedelijk voor een beeld en de restanten van een rotspartij wijzen deze relicten op een meer subtiele parkaanleg die vermoedelijk behoorde bij het notarishuis en uit de bouwperiode daarvan dateert. Speenkruid, aronskelk en bosanemoon komen als voorjaarsbloeiers voor.
In het park bevindt zich ook de Bilzermolen, een watermolen op de Demer. Verder stroomopwaarts langs de Demer ligt het natuurgebied Katteberg.